# Longitarsus plantagomaritimus
Longitarsus plantagomaritimus es una especie de insecto coleóptero de la familia Chrysomelidae. Fue descrita científicamente en 1912 por Dollman.